# Galium aristatum
Galium aristatum är en måreväxtart som beskrevs av Carl von Linné. Galium aristatum ingår i släktet måror, och familjen måreväxter. Inga underarter finns listade i Catalogue of Life.